# Anaxilas

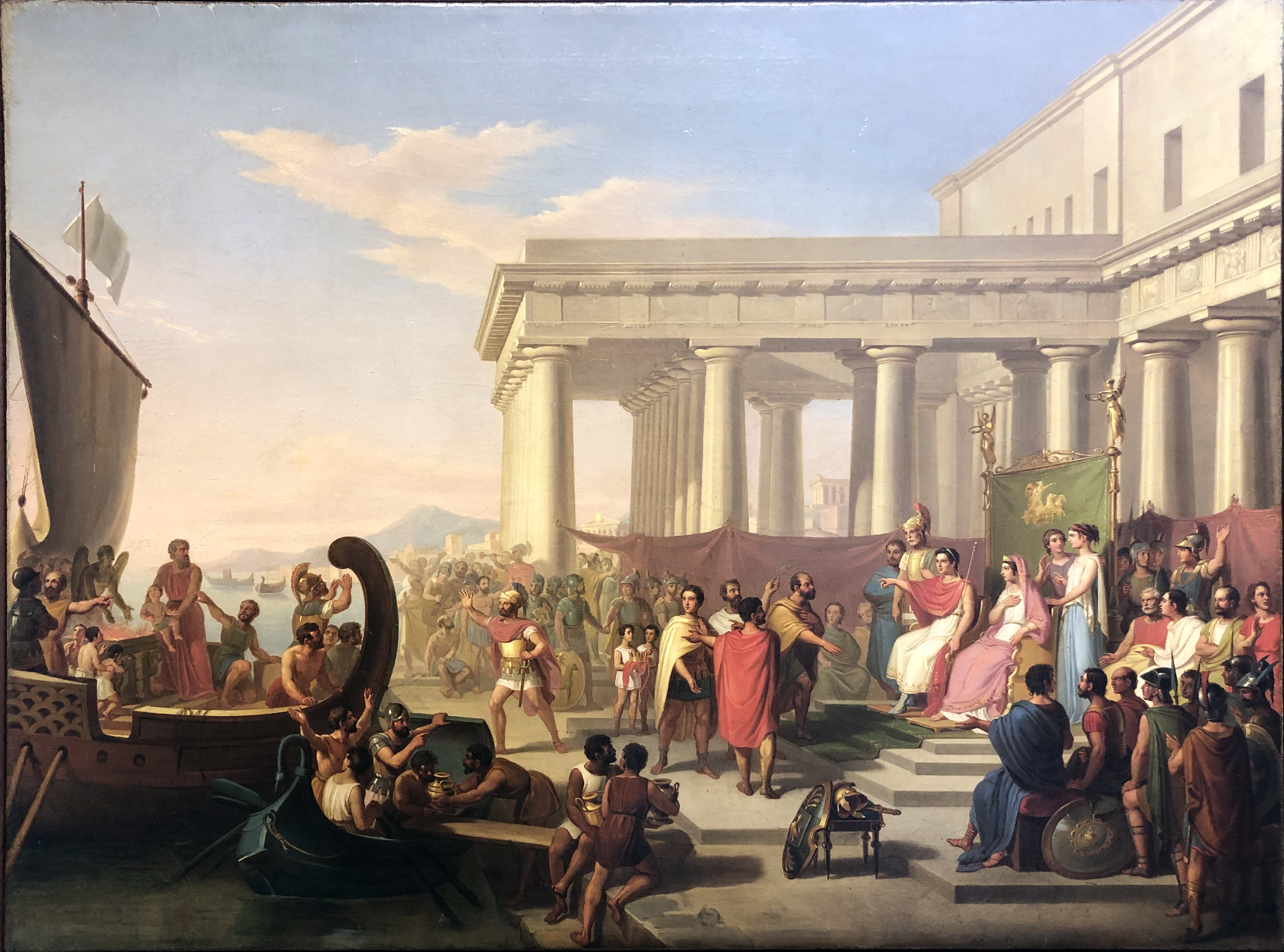
Zijn aartsvijand Gelo van Syracuse, die de Carthagers overwon en indirect ook Anaxilas.

Anaxilas (eind 6e eeuw v.Chr. - 476 v.Chr.) was tiran van Regium, het latere Reggio di Calabria, en regeerde van 494 tot 476 v.Chr. 
Hij breidde zijn macht uit over de zeeëngte Fretum Siculum; de stad Zankle op Sicilië hernoemde hij tot Messina. De zeestraat waarover hij heerste, heette voortaan Straat van Messina. Zowel Regium als Messina waren Griekse kolonies in Italië, als onderdeel van Groot-Griekenland.

## Naam
De Oudgriekse naam Anaxilas of Anaxilaos wijzigden de Romeinen in Anaxilaus. De naam in het Italiaans is Anassila of Anassilao.

## Levensloop

### Expansie over de Straat van Messina
De stadsstaat Rhegion of Regium in Zuid-Italië behoorde tot Groot-Griekenland of Magna Graecia. Het waren kolonisten uit de Griekse streek Messenië die naar deze plek geëmigreerd waren, vermoedelijk al in de 7e eeuw naar aanleiding van de Tweede Messenische Oorlog.
Anaxilas was een zoon van Cretines, van wie de familie zoals de meesten in Regium, afstamde van Messenië. In het jaar 494 v.Chr. veroverde Anaxilas met geweld de citadel van Regium en zette hij de heersende elite af. Ten tijde van zijn staatsgreep kwamen er migranten uit het Griekse eiland Samos toe. Deze mensen trokken niet in in Regium maar gingen naar de overkant van de zeeëngte: de stad Zankle. Zankle was een niet-versterkte stad bestuurd door Scythes. Tot afgrijzen van Anaxilas verbonden de Samieten en andere migranten uit de Ionische Zee zich met Hippocrates van Gela, tiran van Gela in Zuid-Sicilië, waar hoofdzakelijk Griekse kolonisten van Dorische cultuur zaten. Hippocrates beloofde de inwijkelingen het grootste deel van de buit. Er was niets over voor Anaxilas. 
De stad Zankle hernieuwde de alliantie met Hippocrates’ zoon Gelo, de tiran van Gela en Syracuse. Deze Gelo bouwde aan een grote militaire alliantie van Griekse staten in het zuiden van Sicilië. Voor Anaxilas was Gelo de aartsvijand. Het was voor hem tijd om militair tussen te komen. Anaxilas leidde zijn troepen over de zeestraat en rukte het nabije Sicilië binnen. Hij veroverde de stad Zankle en zegde de alliantie met Gelo op (488 v.Chr.). Om duidelijk te maken dat Zankle in de invloedssfeer van de Messeniërs zat, gaf hij een nieuwe naam aan Zankle: Messina. Hij herbevolkte Messina met Griekse migranten die hem gunstig gezind waren, bijvoorbeeld Cadmus van Kos. 
Anaxilas noemde zich voortaan tiran van Regium en Messina, omdat hij heerste over de Straat van Messina zoals de geschiedschrijvers Herodotos en Thucydides schreven. Hij controleerde alle scheepvaart in de Straat van Messina. Op het eiland Scilla, bij het noordelijk uiteinde van de zeestraat, bouwde hij een fort om Etruskische piraten buiten te houden.

### Meer expansie over Sicilië is niet mogelijk
Anaxilas huwde met Cydippe, een dochter van Terillus, tiran van Himera, een Griekse kolonie in Noord-Sicilië met Grieken van Ionische cultuur. In het jaar 483 v.Chr. verjoegen troepen die trouw waren aan Gelo van Syracuse en het Dorische Zuid-Sicilië zijn schoonvader Terillus uit de stad Himera. De vijandschap met Gelo in het zuiden was zo groot dat Anaxilas in het jaar 480 v.Chr. toestond dat de Carthagers Noord-Sicilië binnendrongen. Anaxilas gaf twee meerderjarige zonen mee als gijzelaars aan de Carthagers; de zonen waren het onderpand van zijn trouw aan Carthago. De Carthagers moesten zijn schoonvader Terillus terug op de troon plaatsen. Dat een Griekse heerser, Anaxilas, hulp zocht van niet-Grieken, namelijk Puniërs uit Carthago, was een opvallend iets in de Griekse geschiedschrijving. De Zuid-Siciliaanse troepen onder leiding van Gelo verpletterden de Carthagers in de Slag bij Himera (480 v.Chr.). Schoonvader Terillus kon de troon van Himera vergeten en Anaxilas trok zich terug in en rond de Straat van Messina.
De vredesvoorwaarden met Zuid-Sicilië vielen volgens geschiedschrijvers niet te zwaar uit voor Anaxilas. Anaxilas’ dochter moest huwen met Hiëro I, tyran van Gela en Syracuse, en de broer en opvolger van Gelo. 
Niettegenstaande deze voorzichtige diplomatieke openheid met de heerser in Zuid-Sicilië, plande Anaxilas in 477 v.Chr. een veldtocht om Lokroi te veroveren. Lokroi lag naast Messina. Twee jaren werkte Anaxilas aan zijn veldtocht. Hiëro I van Syracuse dreigde hem af. Anaxilas zag af van zijn militaire campagne.
De Griekse geschiedschrijver Timaeus van Tauromenium vermeldde hoe Anaxilas zijn macht in Regium en Messina consolideerde. Hij regeerde met gematigdheid en rechtvaardigheid volgens Timaeus. 
Anaxilas nam deel aan de Olympische Spelen. Hij won de wedstrijd met rijtuigen getrokken door twee muilezels. Dit verklaart de aanwezigheid van een muildiergespan op munten tijdens zijn bestuur. De datering van de Olympische Spelen is 484 v.Chr. of 480 v.Chr. De discipline met het muildiergespan bestond in de Olympische Spelen van 500 v.Chr. tot 444 v.Chr.; deze sporttak werd apene genoemd. De haas op de achterzijde van de munt had een politieke betekenis die niet meer te achterhalen is. 
In 476 v.Chr. overleed Anaxilas. Mikythos heerste als regent-tiran in naam van de kinderen over Regium en Messina. Mikythos was de huisleraar van de kleinste kinderen van Anaxilas. In 467 v.Chr. eindigde het regentschap en kwamen Anaxilas’ kinderen aan de macht.